# ピケ (お笑いコンビ)
ピケは、吉本興業東京本社（東京吉本、厳密には子会社のよしもとクリエイティブ・エージェンシー）に所属していた日本のお笑いコンビ。

## メンバー
- 阿部 直也（あべ なおや、1989年3月9日 - ）
  - 大阪市東住吉区出身、大阪市立白鷺中学校卒。
  - 立ち位置は向かって左。
  - 現在は同期の遠藤逸人・今夜すぐ起きるとトリオ『タイガース』を結成し、よしもとミャンマー住みます芸人として活動していたが、2021年に解散。その後、元田畑藤本の田畑勇一とコンビ「とらふぐ」を結成した。

- ウキウキ!!ゆうき!!（1984年2月2日 - ）
  - 東京都板橋区出身。東京都立駒場高等学校、明治学院大学卒。元相方の阿部は2期先輩にあたる。
  - 立ち位置は向かって右。漫才の時は赤のタートルネックに白いパンツがトレードマーク。ピン時代はギャグ、リズムネタをしていた。

## 概要
それまでお互い認識はしていたが、ほとんど接点がなかったにもかかわらず無限大ホールの阿部がいた楽屋にいきなりウキウキが現れて「阿部さん! （売れるのが）見えました! 組みましょう!」と言われ、度胸とその漲る自信を信じてコンビ結成。
阿部がどう見えたのか聞いたところ、春日俊彰（オードリー）とカズレーザー（メイプル超合金）を合体させたような「ユウキング」という謎のキャラをプレゼンされたことで、一度コンビ結成を白紙に戻している。
その後、フリーライブで何度か試した後に正式にコンビ結成。フリーライブの時代のコンビ名は『ジョナサン』だったがしばらくして正式なコンビ名を決める運びとなり、赤羽健壱（サルゴリラ）の『企業営業ズ』、児玉智洋（サルゴリラ）の『水の影』、アントニー（マテンロウ）の『シネマズ』など様々な候補が上がったものの最終的に「パ行が入った方が可愛い」というウキウキのどう見られたいかわからない神経と、お互いサッカーが好きなことから『ピケ』に決定。
個人名もウキウキのシステム（名前の後半二文字を前に持ってきて二回繰り返す）に乗っ取って、阿部が『オヤオヤ??なおや??』へ改名させられかけたが周りの反対で踏み止まる。

## ネタ
漫才、コント、サッカーゴールパフォーマンスモノマネ。

## テレビ番組出演

### コンビ
- ダウンタウンのガキの使いやあらへんで!（日本テレビ、2017年1月15日放送） 山-1グランプリ2017 優勝

### 阿部のみ
- 芸人同棲4thシーズン5thシーズン（テレビ朝日テレ朝動画）
- 徳井義実のチャックおろさせて〜や（BSスカパー!）